# Teinogenys inermicollis
Teinogenys inermicollis är en skalbaggsart som beskrevs av Lea 1917. Teinogenys inermicollis ingår i släktet Teinogenys och familjen Dynastidae. Inga underarter finns listade i Catalogue of Life.